# Christian Yeladián
Christian Yeladián, vollständiger Name Christian Apraham Yeladián Camejo, (* 17. September 1983 in Montevideo) ist ein uruguayischer ehemaliger Fußballspieler.

## Karriere
Der 1,75 Meter große Mittelfeldakteur Yeladián ist der Sohn des Fußballtrainers Apraham Yeladián. Er stand zu Beginn seiner Karriere von 2004 bis Mitte 2006 in Reihen der Mannschaft von Bella Vista. In der Saison 2004 stehen dort drei Einsätze (kein Tor) in der Primera División für ihn zu Buche. In der zweiten Jahreshälfte spielte er für TU Ambato in Ecuador. In der Clausura und Apertura 2007 war er wieder für Bella Vista aktiv und kam saisonübergreifend in 23 Erstligapartien zum Einsatz, bei denen er einen Treffer erzielte. In der Clausura 2008 waren die Montevideo Wanderers sein Arbeitgeber. Yeladián bestritt fünf Erstligabegegnungen (kein Tor). In der Saison 2008/09 gehörte er dem Kader des Erstligisten Juventud, für den er bei 21 Ligaeinsätzen vier Tore schoss. Von Mitte August 2009 bis Ende April 2010 setzte er seine Karriere im Iran beim Foolad FC fort. Im Anschluss daran verpflichtete ihn EC Juventude. Bei den Brasilianern absolvierte er sieben Spiele in der Serie C und acht Partien in der Staatsmeisterschaft von Rio Grande do Sul, blieb dabei aber persönlich torlos. Mitte August 2011 schloss Yeladián sich dem Danubio FC an. In der Saison 2011/12 lief er bei den Montevideanern in 17 Begegnungen der höchsten uruguayischen Spielklasse auf und traf einmal ins gegnerische Tor. Während der Saison 2012/13 gehörte er sodann dem Kader des Club Atlético Rentistas an. Zur Apertura 2013 wechselte er zum Zweitligisten Boston River, für den er in jener Halbserie viermal bei elf Einsätzen in der Segunda División traf. Von Mitte Dezember 2013 bis Jahresende 2014 spielte er in El Salvador für den Alianza FC. Seine Einsatzbilanz bei den Mittelamerikanern weist 33 Ligapartien und vier Tore in der salvadorianischen Primera División auf. Anschließend war er bis Januar 2016 in Costa Rica für Pérez Zeledón aktiv. Dort erzielte er drei Treffer bei 23 Ligaeinsätzen. Nächste Karrierestation war sodann bis Mitte 2016 AD Carmelita. Für den costa-ricanischen Erstligisten bestritt er 13 Ligabegegnungen und schoss ein Tor. Seit Februar 2017 steht er in Reihen des Club Sportivo Cerrito.
Abseits seiner aktiven Karriere als Fußballspieler spielte er in Uruguay auch für die Montevideo Wanderers in der Handballmannschaft und mindestens während seiner Zeit als Fußballspieler bei Pérez Zeledón war er ebenfalls als Handballer für den Club Terrazú aktiv. Zeitgleich trainierte er auch eine U-18-Mannschaft in dieser Sportart.